# Klevabergens naturreservat
Klevabergen är ett naturreservat i Jönköpings kommun i Småland.
Området är skyddat sedan 2013 och är 28 hektar stort. Det är beläget mitt emellan Huskvarna och Tenhult, knappt 2 km öster om Rogberga kyrka. Naturreservat består av en 2 km lång västvänd lövskogsbrant inom Vätterns förkastningsbrant med många gamla träd.

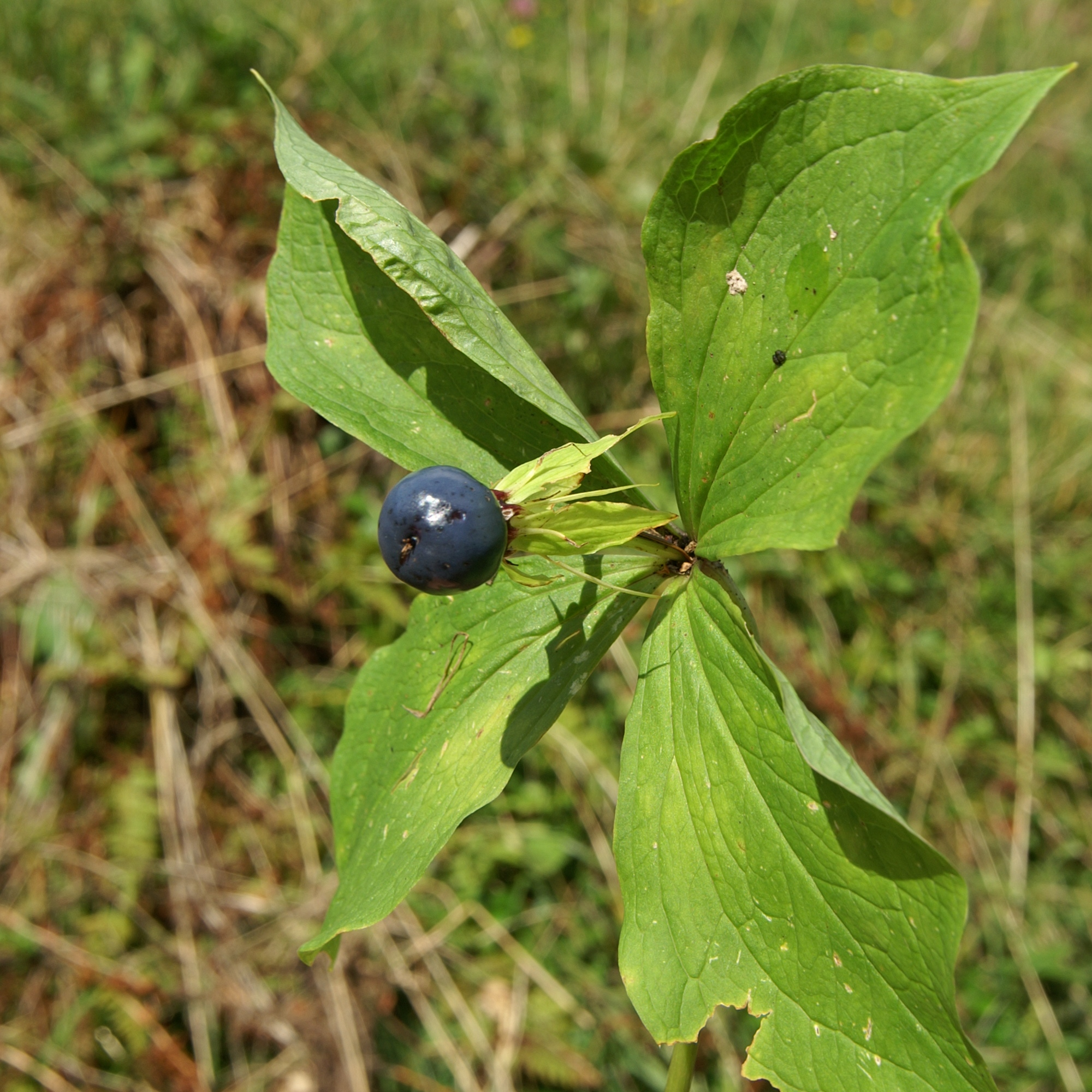
Ormbär

I de nedre västra delarna dominerar ask och alm. I de övre östra delarna växer mest ek och tall. I norra delen växer en del gran. Även lind, lönn, asp och björk förekommer. Många av lindarna har tidigare hamlats. Flera ovanliga arter som fällmossa, porellor, trubbfjädermossa, platt fjädermossa och traslav växer i området. I lövskogen förekommer många fågelarter. I den rikliga floran man arter som blåsippa, vätteros och ormbär.